# Àngel Rodamilans i Canals

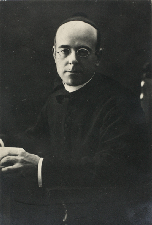
Àngel Rodamilans i Canals

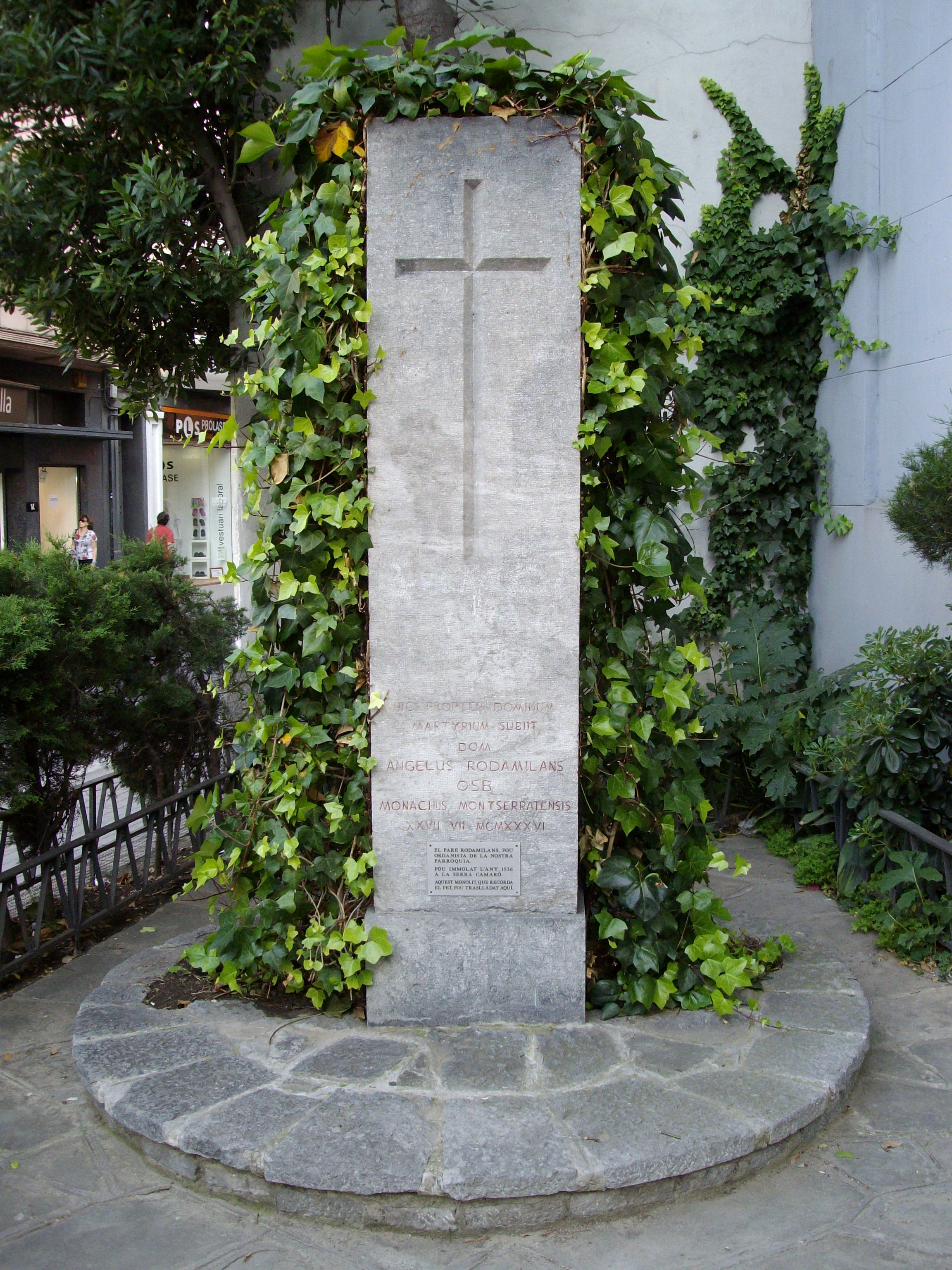
Gedenksäule für Àngel Rodamilans i Canals bei der Pfarrkirche La Purísima Concepción de Sabadell

Àngel Rodamilans i Canals, OSB (* 1. Mai 1874 in Sabadell; † 27. Juli 1936 ebenda) war ein katalanischer Organist, Komponist, Chorleiter, Musikpädagoge, Priester und Benediktinermönch des Klosters Montserrat. Rodamilans wurde am 27. Juli 1936 bei antikirchlichen Aktionen im beginnenden Spanischen Bürgerkrieg von umherziehenden Milizen erschossen. Als Opfer religiöser Verfolgung wurde er 2013 seliggesprochen.

## Leben und Werk
Àngel Rodamilans begann seine Musikausbildung im Alter von sechs Jahren bei M. Ferrer an der Escolania de la Puríssima Concepció de Sabadell. 1883 trat er in die Escola de Montserrat ein. Hier studierte er bei den Patern Millán Agostino und Manuel Guzmán. Von 1890 bis 1899 wirkte Rodamilans als Organist im Benediktinerkloster El Pueyo in Barbastre (Provinz Huesca) und durchlief gleichzeitig dort seine theologische Ausbildung. Die letzten beiden Jahre seiner Ausbildung absolvierte er am Diözesanseminar in Barcelona. Hier studierte er zeitgleich bei Enric Granados Klavier. Im Jahr 1901 wurde Rodamilans im Palau Episcopal von Barcelona zum Priester geweiht.
Zu Ende seiner Ausbildung wirkte er als Musikmeister der Pfarrgemeinde La Puríssima Concepció in Sabadell. Ab 1915 wirkte er als Musikmeister in der Kirchengemeinde Sant Esperit von Terrassa. Er gründete hier eine Choralschola. In Terrassa wirkte er von 1919 bis 1921 bei der Gründung des Cor Montserrat mit. Er spielte während dieser Zeit auch als Kontrabassist, Tiblist und Tenorist in der Cobla Catalònia der Nachbarstadt Granollers.
1923 trat er als Mönch in das Kloster Montserrat ein. Er wurde zum Präfekten der Escola ernannt und füllte dieses Amt von 1926 bis 1929 aus. Er wirkte in Montserrat auch als Klavierlehrer. 1929 gab der das Amt des Erziehungsleiters oder Präfekten auf und legte mehr Gewicht auf seine kompositorische Tätigkeit. Von 1933 bis 1936 leitete er als Kapellmeister den Mönchschor und die Choralschola Escolania de Montserrat.
Rodamilans schuf als Komponist um die einhundert musikalische Werke. Dabei standen religiöse Chorwerke deutlich im Vordergrund. Unter seinen Jugendwerken muss man die Dos versos para Vísperas (Zwei Strophen für die Vesper) für Orgel von 1893 herausheben. In seiner Reifephase schuf er kleinere Werke wie die Lieder El gira-sol (Die Sonnenblume), Rosa vera (Wahre Rose), Entre lliris (Zwischen Lilien) oder El vostre nom (Euer Name). In seinen letzten Jahren schuf er große, komplexe Choralmessen wie das Magnificat für Solisten, Chor und Orgel (1935) und die Laudibus cives. Himne al gloriós P. Sant Benet (Hymne für den glorreichen Pater Sant Benet) für Doppelchor und Orgel (1935).
Àngel Rodamilans wurde im beginnenden Spanischen Bürgerkrieg am 27. Juli 1936 in seiner Heimatstadt Sabadell, in der er Zuflucht gesucht hatte, – als katholischer Geistlicher erkannt – von einer Gruppe Milizsoldaten gefangen genommen und erschossen.